# Adolf Galland
Adolf Joseph Ferdinand Galland (Westerholt, Westfalia; 19 de marzo de 1912-Remagen-Oberwinter, 9 de febrero de 1996) fue un militar, piloto de combate y as de aviación que llegó a ser general de la Luftwaffe, la fuerza aérea alemana, durante la Segunda Guerra Mundial. También combatió en la guerra civil española en la Legión Cóndor contra la República. Finalizada la conflagración y una vez en libertad, trabajó siete años como consultor de la Fuerza Aérea Argentina  y a su regreso a Alemania creó su propia firma y consultoría de aviación.

## Primeros años
Nació en Westerholt, Westfalia, segundo de cuatro hijos de un agricultor. Demostró muy temprano su interés por la aviación, volando planeadores en un campo improvisado cerca de su ciudad natal.
Galland hizo el bachillerato en el instituto Hindenburg de Buer en 1932 y se alistó en la escuela de la línea aérea nacional de Alemania, Lufthansa. Terminó su entrenamiento en Italia en 1935 y fue destinado al primer grupo de combate, estacionado entonces en el campo de aviación de Döberitz, cerca de Berlín.

## Guerra civil española

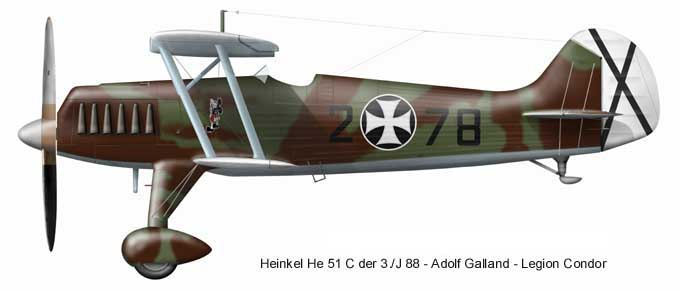
Heinkel He 51 pilotado por Galland en la guerra civil española, perteneciente al Jagdgruppe 88.

Dentro de la unidad de aviación alemana que operaba en España, la Legión Cóndor, llegó en barco al puerto nacional de Ferrol el 8 de mayo de 1937. El primer destino de Galland en España fue la ciudad de Ávila al frente de la compañía de servicios técnicos de la Legión Cóndor. En el verano de 1937, en la batalla de Brunete, al norte de Madrid, tuvo su bautismo de fuego formando parte de la aviación de ataque con los aparatos HE-51. A continuación se le dio el mando de la escuadrilla III del grupo J-88. Su escuadrilla siguió volando con aviones HE-51, claramente inferiores a los aviones enemigos de origen soviético Polikarpov I-15 y Polikarpov I-16. Apoyó con su unidad de ataque a tierra la lucha en Asturias, Gijón y Santander, ciudad que cayó el 25 de agosto de 1937.
Participó en la Batalla de Teruel, operando desde la base aérea de Calamocha junto con unidades de la aviación nacional y cazas alemanes. En Sevilla se presentó su sustituto, el teniente primero Werner Mölders, y regresó a Alemania en agosto de 1938, tras dieciocho meses. Antes de partir se despidió de su avión Heinkel 51 matrícula 78, que le había respondido a la perfección en 300 misiones de ataque a tierra en la guerra civil española.

## Segunda Guerra Mundial
A los catorce días de su regreso a Alemania fue llamado al Ministerio de Aeronáutica del Reich, para participar en la creación, instrucción y empleo de la aviación de ataque sobre la base de los informes recabados por la Legión Cóndor en la guerra civil española. Se formaron dos regimientos de ataque a tierra de forma apresurada por la tensión creada por la pretensión alemana de anexionarse los Sudetes.

### Invasión de Polonia
El 1 de septiembre de 1939, participó en la invasión de Polonia al frente de la escuadrilla 4(S)/LG 2 de ataque a tierra, dotada de Henschel Hs 123. Recibió a finales de septiembre de 1939 la Cruz de Hierro de segunda clase y el 1 de octubre fue ascendido al grado de capitán. Tras luchar en Polonia, intentó ser transferido a la aviación de caza y fue destinado a la JG 27 en febrero de 1940.

### Batalla de Francia
Durante la batalla de Francia, consiguió sus primeras victorias. El 12 de mayo derribó sobre Bélgica un Hurricane, el 19 de mayo un Potez, su 5.ª victoria. El 14 de junio de 1940 fue destinado al regimiento de caza 26 Schlageter como jefe de su tercer grupo, sumando ese mismo día dos nuevos derribos. Recibió un nuevo ascenso al grado de mayor el 18 de julio de 1940, tras haber permanecido en el grado de capitán solamente nueve meses.

### Batalla de Inglaterra

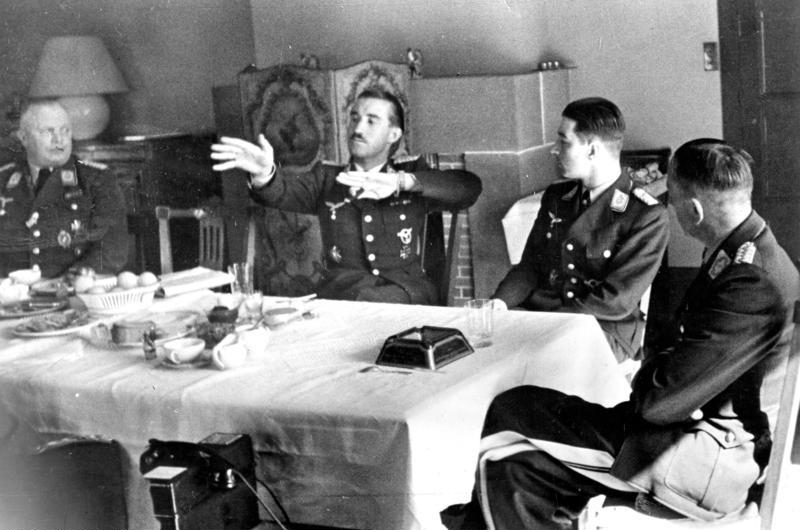
Galland y el as Werner Mölders durante el cumpleaños de Theo Osterkamp en abril de 1941.

Fue en la Batalla de Inglaterra donde la Luftwaffe se enfrentó por primera vez, con 3609 aviones de guerra, a un enemigo de su talla que poseía 1911  aviones. El caza Me-109 era el mejor del momento y confería a los alemanes una ventaja técnica importante, pero con un escaso radio de acción. En el otro extremo se hallaba el fracasado caza bimotor Me-110, la utilización errónea del Stuka 87 y la carencia germana de bombarderos cuatrimotores de largo alcance.
Los cazas alemanes Me-109, con una autonomía de 80 minutos, podían operar únicamente sobre el sudeste de las islas británicas y poseían en el mejor de los casos veinte minutos operativos para el combate, descontando una hora para el viaje de ida y vuelta a la isla desde los aeródromos en el Paso de Calais y en la península de Cotentin en Francia. El radio de acción del arma de caza alemana era de 200 kilómetros y en primer lugar consiguió el objetivo de debilitar al arma de caza inglesa, pero no logró su eliminación por retirar los ingleses sus unidades lejos del alcance de los cazas alemanes.
La utilización del radar por parte de los británicos para guiar con precisión a sus unidades de caza añadió una ventaja adicional para los ingleses. El 20 de octubre de 1940 la Luftwaffe suspende los ataques diurnos a Londres y se inicia la quinta fase de la Batalla de Inglaterra donde se limitan a bombardeos nocturnos sin participación de cazas. La aviación alemana había quedado reducida aproximadamente a sus tres cuartas partes desde el comienzo de la batalla.

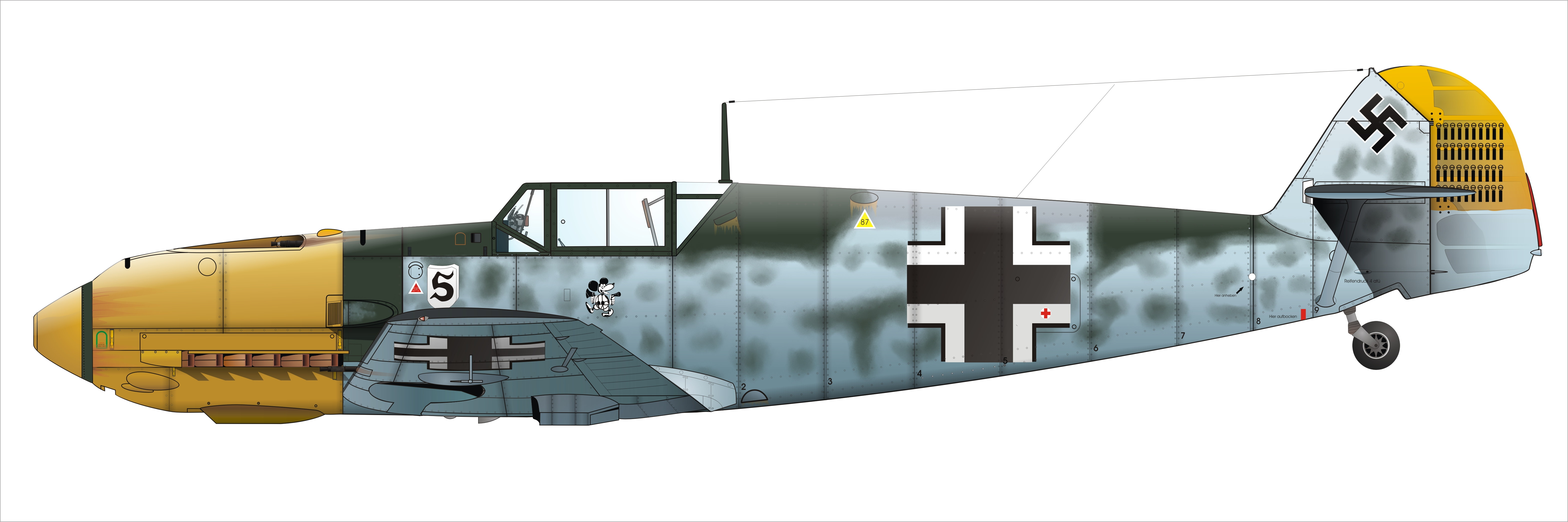
El Messerschmitt Bf 109-E de Galland.

Continúa acumulando derribos durante la batalla de Inglaterra y asume el mando de la JG 26 en agosto de 1940, cuando contaba 22 victorias confirmadas. Durante la batalla de Inglaterra, liderando al grupo 26, comienza a competir con su amigo Werner Mölders por ver quién derriba más aviones. Al final de la batalla en octubre, tenía en su haber 49 aviones derribados, 35 de ellos durante la batalla de Inglaterra, aunque el primer puesto se los quitó a ambos el mayor Helmut Wick. Galland sigue acumulando victorias a lo largo de 1941 y cuando asume el mando de la Inspección General de la Caza en noviembre de 1941, llevaba 96 aviones derribados.

### Inspector general de cazas

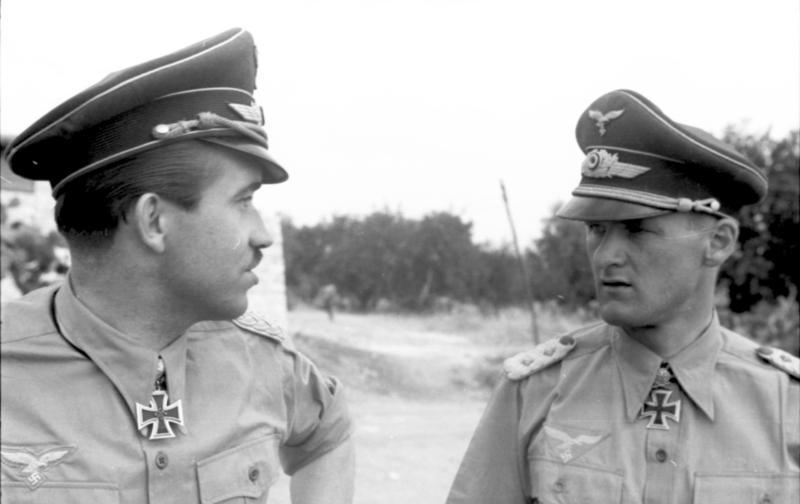
Galland y Günther Lützow en Italia

Después de su nonagésimo sexta victoria oficial, el Reichsmarschall Hermann Göring lo designó para dirigir la Inspección de Caza Diurna, ascendiéndole a General. Sucedió al Coronel Werner Mölders, que acababa de morir en accidente aéreo cuando el Heinkel He 111 en el que viajaba a Berlín como pasajero se estrelló por el mal tiempo en Breslau. En el mando de caza, entonces responsable de la defensa aérea de Alemania, esta promoción hizo de Galland el teniente general más joven de Alemania.
Organizó la protección aérea de la operación Cerberus, la cual llegó a ser conocida como la carrera del Canal y en la que participaron los cruceros de batalla Scharnhorst y Gneisenau, así como el crucero pesado Prinz Eugen, los cuales se deslizaron desde Brest (Francia ocupada), hacia Wilhelmshaven a través del canal de la Mancha, en las «narices» de los británicos. Para tal operación contó con la colaboración del General de Brigada Wolfgang Martini, quien se encargó de organizar las operaciones para bloquear el sistema de radar británico.

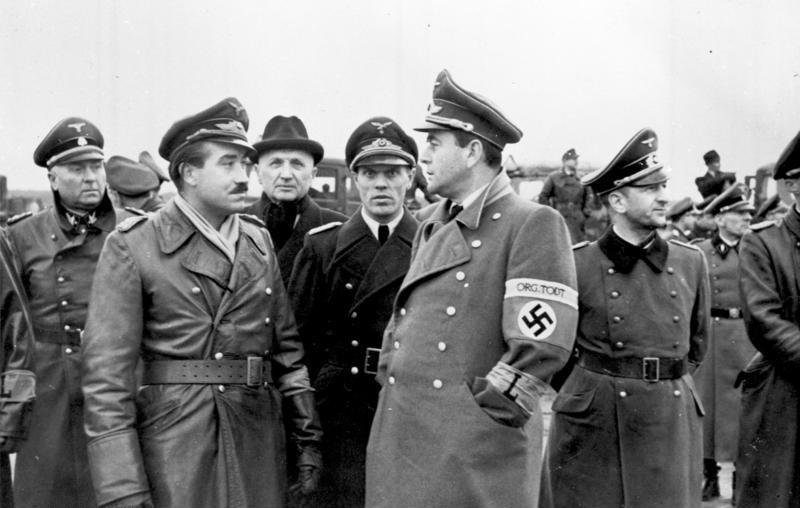
Galland (Izq.), y Albert Speer (Der.).

El 31 de octubre de 1942, con 17 aviones enemigos abatidos, moría en combate su hermano pequeño, Paul Galland (1919-1942), tras ser derribado sobre el canal de la Mancha cuando trataba de auxiliar a otro piloto alemán que estaba siendo acosado por cazas ingleses. El 23 de mayo de 1943, Galland voló un prototipo del primer jet operacional, el legendario Me-262-V4. Después del vuelo, opinó: «Esto no es un paso adelante, es un salto». Describió su experiencia de vuelo así: «Era como si un ángel te estuviera empujando...», y se hizo un partidario entusiasta de aquel avión.

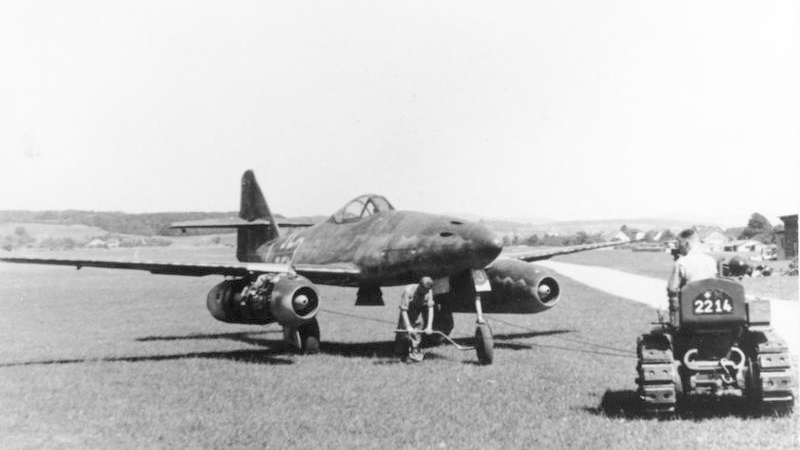
Me 262 A, circa 1944/45.

El 17 de agosto de 1943 fallece su otro hermano, el Mayor Wilhelm-Ferdinand Galland (1914-1943), tras ser derribado en combate en su Focke-Wulf Fw 190, llevando en su cuenta personal más de 54 derribos confirmados y siendo considerado uno de los mejores pilotos de caza de la Luftwaffe del momento. El piloto que abatió a Wilhelm-Ferdinand Galland fue el as estadounidense capitán Walker "Bud" Mahurin, en un P-47 Thunderbolt mientras escoltaba a bombarderos B-17 sobre Schweinfurt, Alemania. Su hermano Fritz sirvió también en la Luftwaffe y sobrevivió a la guerra.
En 1945, las diferencias de Galland con el cada vez más ausente Hermann Göring iban en aumento y Galland culpaba a Göring de los fracasos de la Luftwaffe, por lo que dimitió como inspector de caza.

### Escuadrón de los Ases
Tras su dimisión, creó una unidad diurna de caza, el JV 44 («Escuadrón de los Ases»), a la que se incorporaron los mejores pilotos de caza alemanes, muchos de los cuales volaron el legendario Me 262, muchos sin recibir permiso de sus mandos para hacerlo. Terminó la guerra con 104 victorias y con la Cruz de Caballero con Hojas de Roble, Espadas y Diamantes, una de las condecoraciones militares alemanas más altas después de la de Hans-Ulrich Rudel. Fue capturado por el Ejército de los Estados Unidos el 14 de mayo de 1945 y fue prisionero de guerra hasta abril de 1947.

## Posguerra

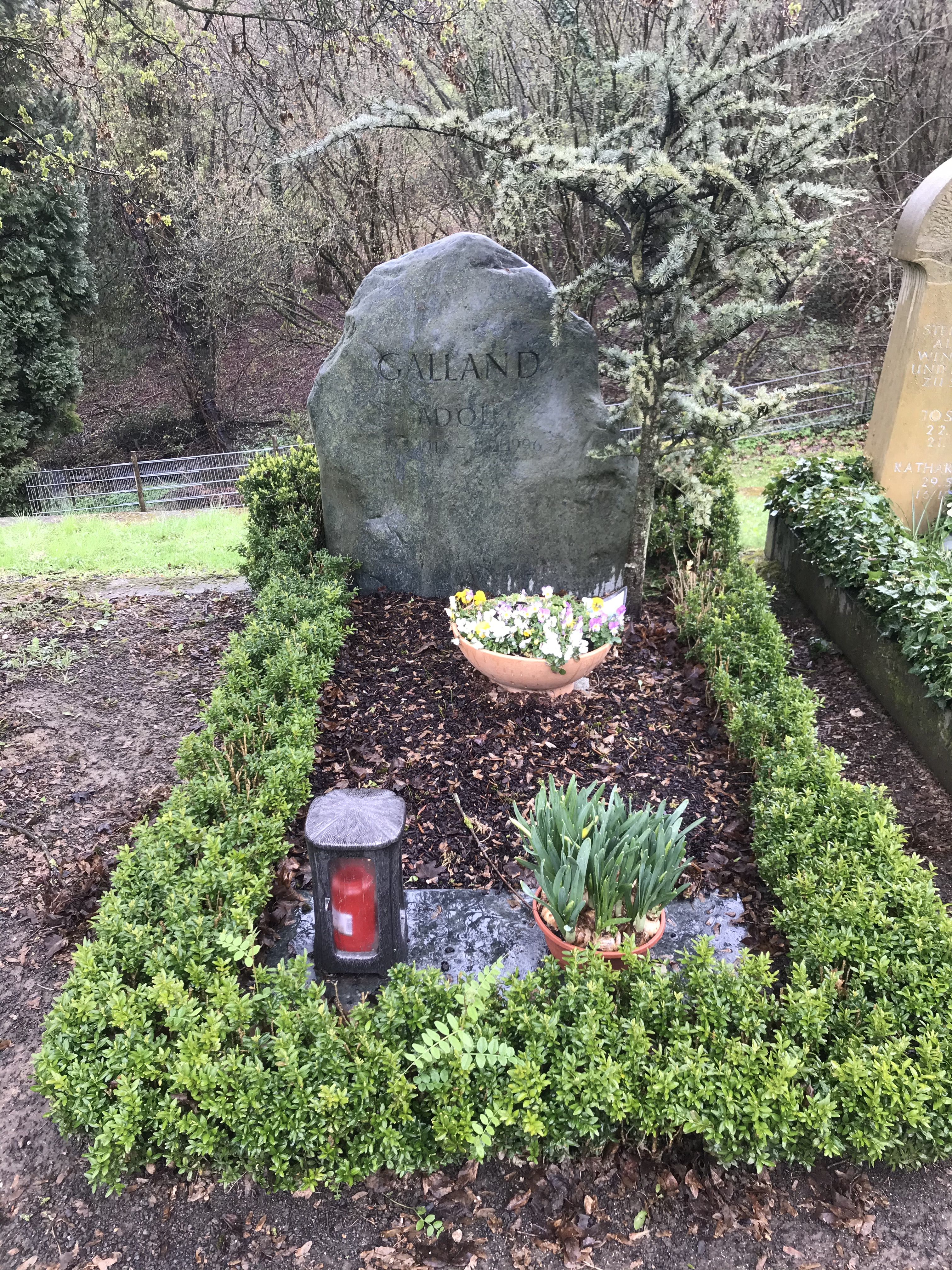
Tumba de Adolf Galland

Su primer trabajo después del cautiverio, consistió en dar una conferencia, de enseñanza general, sobre tácticas para la RAF de Gran Bretaña. Entre 1948 y 1955, él y otros expertos antiguos miembros de la Luftwaffe trabajaron como consultores para la Fuerza Aérea Argentina y en la industria aeronáutica naciente de Argentina.[cita requerida] Después de terminar su colaboración en Argentina para desarrollar, en aquellos días, su moderna industria aeronáutica, Galland volvió a Alemania y fundó su propia firma y consultoría de aviación.
Galland se casó con Sylvinia von Donhoff en febrero de 1954. Posteriormente se volvería a casar con su segunda esposa, Hannelie, en 1963, con la que tuvo dos hijos, Andreas Hubertus y Alexandra. Se casó una última vez con Heidi Horn en 1984, con la que permanecería hasta su muerte. En 1954 publícó sus memorias, Die Ersten und die Letzten (Los primeros y los últimos), que fueron traducidas al español en la Fuerza Aérea Argentina y aparecieron al año siguiente en la editorial barcelonesa AHR con prólogo del general Francisco Fernández-Longoria, jefe del Estado Mayor del Aire. Adolf Galland falleció el 9 de febrero de 1996 en Remagen, Alemania.

## Condecoraciones y atributos militares
- Eisernes Kreuz II. Klasse (1939) – Cruz de Hierro de 2.ª Clase de 1939 (Alemania).
- Eisernes Kreuz I. Klasse (1939) – Cruz de Hierro de 1.ª Clase de 1939 (Alemania).
- Spanienkreuz, Gold mit Schwertern und Brillanten – Cruz de España en oro con Espadas y Diamantes (Alemania).
- Spanische Feldzugsmedaille mit Schwertern – Medalla de la Campaña Española con Espadas (España).
- Medaille zur Erinnerung an den 1. Oktober 1938 – Medalla conmemorativa del 1 de octubre de 1938 (Alemania).
- Verwundetenabzeichen in Schwarz 1939 – Insignia de herida en negro de 1939 (Alemania).
- Namentliche Nennung im Wehrmachtbericht (sieben Mal) – Mención de su nombre en el Informe de la Wehrmacht (7 veces) (Alemania).
- Dienstauszeichnung der Wehrmacht IV.Klasse, 4 Jahre – Premio de la Wehrmacht de 4.ª Clase por 4 años de Servicios (Alemania).
- Frontflugspange für Jäger in Gold mit Anhänger und Einzatszahl – Broche de vuelo en el Frente para pilotos de Cazas en oro con colgante y numeración (Alemania).
- Gemeinsames Flugzeugfuhrer-Beobachter Abzeichen mit Brillianten – Insignia de Observador-Piloto con diamantes (Alemania).
- Ritterkreuz des Eisernen Kreuzes – Cruz de Caballeros de la Cruz de Hierro (Alemania).
- Ritterkreuz des Eisernen Kreuzes mit Eichenlaub – Hojas de Roble para la Cruz de Caballeros de la Cruz de Hierro (Alemania).
- Ritterkreuz des Eisernen Kreuzes mit Eichenlaub und Schwerten – Espadas para la Cruz de Caballeros de la Cruz de Hierro (Alemania).
- Ritterkreuz des Eisernen Kreuzes mit Eichenlaub, Schwerten und Brillianten – Diamantes para la Cruz de Caballeros de la Cruz de Hierro (Alemania).